# فقد حمض المعدة
فقد حمض المعدة أو غياب حمض المعدة (بالإنجليزية: Achlorhydria)، يشير إلى الحالات التي يكون فيها إنتاج حمض الهيدروكلوريك في إفرازات المعدة في المعدة والأعضاء الهضمية الأخرى غائبا أو منخفضا، على التوالي. عادة ما يكون فقد حمض المعدة من مضاعفات بعض الأمراض الأخرى، مثل عدوى الملوية البوابية المزمنة، أو فقر الدم الخبيث المناعي الذاتي، فضلا عن أحد الآثار الجانبية المحتملة للاستخدام طويل الأجل لمثبطات مضخة البروتون.

## الأعراض والعلامات
بغض النظر عن السبب، يمكن أن يؤدي فقد حمض المعدة كمضاعفات معروفة لفرط النمو البكتيري وتضخم الأمعاء وغالبًا ما تكون الأعراض متسقة مع تلك الأمراض:
- مرض الارتجاع المعدي المريئي[3]
- عدم الراحة في البطن
- الشبع المبكر
- فقدان الوزن
- إسهال
- إمساك
- انتفاخ البطن
- فقر الدم
- عدوى المعدة
- سوء امتصاص الطعام
- سرطان المعدة (الورم)

نظرا لأن درجة الحموضة الحمضية تسهل امتصاص الحديد، فغالبا ما يصاب مرضى الكلورهيدريا بفقر الدم الناجم عن عوز الحديد. تساعد البيئة الحمضية للمعدة على تحويل البيبسينوجين إلى البيبسين، وهو أمر مهم للغاية في هضم البروتين إلى مكونات أصغر، مثل البروتين المعقد إلى الببتيدات البسيطة والأحماض الأمينية داخل المعدة، والتي يمتصها الجهاز الهضمي لاحقا.
يمكن أن يسبب فرط النمو البكتيري ونقص فيتامين بي12 (فقر الدم الخبيث) نقص المغذيات الدقيقة الذي يؤدي إلى العديد من المظاهر العصبية السريرية، بما في ذلك التغيرات البصرية، احاسيس غير طبيعية، ترنح، ضعف الأطراف، اضطراب المشية، عيوب الذاكرة، الهلوسة، وتغيرات الشخصية والمزاج.
حتى بدون فرط النمو البكتيري، يمكن أن يؤدي انخفاض حمض المعدة (ارتفاع درجة الحموضة) إلى نقص التغذية من خلال انخفاض امتصاص الشوارد الأساسية (المغنيسيوم، الزنك، وما إلى ذلك) والفيتامينات (بما في ذلك فيتامين سي، فيتامين ك، ومركب فيتامين بي). قد تشارك أوجه القصور هذه في تطور مجموعة واسعة من الأمراض، من القضايا العصبية العضلية الحميدة إلى حد ما إلى الأمراض التي تهدد الحياة.

## الأسباب
- تباطؤ معدل الأيض الأساسي في الجسم المرتبط بقصور الغدة الدرقية.
- فقر الدم الخبيث حيث يوجد إنتاج للأجسام المضادة ضد الخلايا الجدارية التي تنتج عادة حمض المعدة.[5]
- استخدام مضادات الحموضة أو الأدوية التي تقلل من إنتاج حمض المعدة (مثل مضادات مستقبلات H2) أو النقل (مثل مثبطات مضخة البروتون).
- أحد أعراض الأمراض النادرة مثل داء الدهون المخاطية (النوع الرابع).
- أحد أعراض عدوى الملوية البوابية التي تحييد وتقليل إفراز حمض المعدة للمساعدة في بقائها في المعدة.[6]
- أحد أعراض التهاب المعدة الضموري أو سرطان المعدة.
- العلاج الإشعاعي الذي يشمل المعدة.
- إجراءات تحويل مسار المعدة مثل مفتاح الإثني عشر وعلى شكل-RNY، حيث تتم إزالة أكبر أجزاء منتجة للحمض من المعدة، أو تعمية.
- البلاغرا، الناجمة عن نقص النياسين.
- نقص الكلوريد، الصوديوم، البوتاسيوم، الزنك و/أو اليود، حيث أن هذه العناصر ضرورية لإنتاج مستويات كافية من حمض المعدة (HCl).
- الأورام النخامية (الببتيدات المعوية النشطة للأمعاء) والأورام الجسدية هي أورام الخلايا الجزرية في البنكرياس.
- متلازمة شوغرن، وهي اضطراب مناعي ذاتي يدمر العديد من الإنزيمات المنتجة للغدد المخاطية في الجسم.
- مرض مينيترييه، الذي يتميز بتضخم الخلايا المخاطية في المعدة يسبب أيضا فقدان البروتين الزائد، مما يؤدي إلى نقص ألبومين الدم. يظهر مع ألم في البطن ووذمة.

## التشخيص
لأغراض عملية، يجب إجراء درجة الحموضة في المعدة والتنظير في شخص يشتبه في أنه مصاب بفقد حمض المعدة. يمكن إجراء طرق الاختبار القديمة باستخدام شفط السوائل من خلال أنبوب أنفي معدي، ولكن هذه الإجراءات يمكن أن تسبب إزعاجا كبيرا وهي طرق أقل كفاءة للحصول على التشخيص.
يمكن أيضا توثيق فقد حمض المعدة عن طريق قياس مستويات منخفضة للغاية من البيبسينوجين A (PgA) (<17 ميكروغرام لكل لتر) في مصل الدم. قد يكون التشخيص مدعوما بمستويات عالية من الغاسترين في المصل (> 500–1000 بيكوغرام لكل ملي لتر).
يمكن أن يستبعد الفحص أوجه القصور في الحديد، الكالسيوم، زمن البروثرومبين، فيتامين بي12، والثيامين. يمكن فحص تعداد الدم الكامل مع المؤشرات واللطخات الطرفية لاستبعاد فقر الدم. يشير ارتفاع حمض الفوليك في المصل إلى فرط نمو البكتيريا في الأمعاء الدقيقة. يمكن امتصاص حمض الفوليك البكتيري في الدورة الدموية.
بمجرد تأكيد فقد حمض المعدة، يمكن لاختبار التنفس الهيدروجيني التحقق من النمو المفرط للبكتيريا.

## العلاج
يركز العلاج على معالجة السبب الكامن وراء الأعراض، وكذلك تصحيح أي نقص غذائي، مثل نقص فيتامين بي12 وفقر الدم الخبيث الذي يصاحبه عادة.
قد تستجيب فقد حمض المعدة المرتبطة بعدوى الملوية البوابية لعلاج استئصال الجرثومة، على الرغم من أن استئناف إفراز حمض المعدة قد يكون جزئيا فقط وقد لا يعكس الحالة دائما تماما.
يمكن استخدام العوامل المضادة للميكروبات، بما في ذلك الميترونيدازول والأموكسيسيلين / الكلافولانات البوتاسيوم والسيبروفلوكساسين والريفاكسيمين، لعلاج النمو المفرط للبكتيريا.
يمكن علاج فقد حمض المعدة الناتج عن استخدام مثبط مضخة البروتون على المدى الطويل عن طريق تقليل الجرعة، أو سحب الدواء.